# José Roberto Torrent Prats
José Roberto Torrent Prats (* 8. September 1904 in Ciutadella; † 13. November 1990 ebenda) war ein menorquinischer Maler des  20. Jahrhunderts.
Torrent beschäftigte sich früh neben seiner Tätigkeit in der Schuhfertigung des Familienunternehmens mit Illustrationen und humoristischen Zeichnungen. In den 1930er Jahren erhielt er eine Anstellung als Zeichenlehrer an der städtischen Schule. 1936 heiratete er zum ersten Mal – aus der Ehe stammen zwei Kinder. 1942 starb seine erste Frau. Er heiratete 1945 erneut. Zum Ende des Jahrzehnts intensivierte sich seine Malerei. Zu dieser Zeit hatte er seine erste Einzelausstellung.
In seiner Heimatstadt gibt es seit 1995 eine Dauerausstellung, das Casa Museu del Pintor Torrent in der Carrer de Sant Rafel 11. Außerdem wurde eine Straße nach ihm benannt sowie ein Denkmal errichtet. 2004 wurde er zum Ehrenbürger von Ciutadella ernannt. Im gleichen Jahr wurde ihm zu Ehren vom Consell Insular de Menorca das Jahr des Torrent ausgerufen.

## Exponate in Museen
- Es Baluard - Museum of Modern And Contemporary Art in Palma
- Museu Ses Voltes in Palma
- Museu de Pollensa
- Museu d’Art Contemporani de Barcelona
- Círculo de Bellas Artes in Madrid

## Preise und Ehrungen
- Medalla Diputación, Salón Otoño Palma 1950.
- Medalla de Plata, Salón Otoño Palma 1954.
- Segundo accésit, Salón Otoño Palma 1956.
- Mención Honorífica Pro-Museo de Baleares, Salón Ötoño Palma 1956.
- Medalla de Honor, Salón Otoño Palma 1959.
- Medalla de Honor, Salón Otoño Palma 1960.
- Sekunda Medalla, Salón Otoño de Madrid 1960.
- Primer Premio Pintura, Salón Primavera Mahón 1962.
- Primer Premio Pintura, Salón Primavera Mahón 1963.
- Medalla de Honor, Salón Primavera Mahón 1964.
- Premio Pintura Fomento Turismo Baleares, Palma 1964.
- Premio Pollensa, Pollensa 1964.
- Premio Fomento Turismo Baleares, Palma 1965
- Finalista Premio CIUDAD DE BARCELONA, Barcelona 1967
- Premio Invicta Ayuntamiento Alcudia, Alcudia 1968.
- Premio CIUDAD DE PALMA, Palma 1969.
- Premio CIUDAD DE BARCELONA, Barcelona 1969.
- Premio ANSIBA, Palma 1976.
- Medalla de Oro ADEBA, 1983.
- 1a Medalla ATENEO MAHÓN, Mahón 1984
- Premio ROQUETA, Palma 1987.

## Ausstellungen und Projekte posthum ab 1990
- 1997 Krämerbrücke Galerie, Erfurt
- 2000 September/November Ausstellung Kunstforum e.V., Seligenstadt
- 2000 Schloss Biesdorf, Berlin
- 2004 zum 100-jährigen Jubiläum eine Wanderausstellung durch den Govern de las Illes Balears und die Generalitat de Catalunya